# Marián Hatala
Marián Hatala (* 11. září 1958, Holíč) je slovenský básník, prozaik, překladatel, publicista a pedagog.

## Životopis
Základní vzdělání získal v Holíči a Senici. Od roku 1974 do roku 1978 studoval na bratislavském Gymnáziu pro tělesně postiženou mládež. Po maturitě studoval tři roky na Filozofické fakultě Univerzity Komenského v Bratislavě germanistiku a slovakistiku. Po studiích pracoval na Okresní správě spojů v Senici, byl knihovníkem v Sobotišti, vyučoval německý jazyk na III. ZŠ v Senici. V letech 1995–2000 byl učitelem německého jazyka na soukromém gymnáziu Mercury v Bratislavě. Do března 2003 působil jako šéfredaktor česko-slovenského týdeníku Mosty. Od té doby je umělcem ve svobodném povolání a autorem řady knih. Je členem největší rakouské spisovatelské organizace Grazer Autorenversammlung se sídlem ve Vídni. Do oblasti jeho tvorby patří poezie, literatura pro děti a mládež, recenzistika, publicistika a překlady z poezie a prózy psané německy. Žije v Bratislavě.

## Tvorba
Marián Hatala začal psát poezii poměrně pozdě. První básně publikoval v literárních časopisech, jeho knižním debutem byla na jaře roku 1990 sbírka básní Moje udalosti. V ní se začíná projevovat jako ironický komentátor současnosti, což se prolíná v celé jeho tvorbě. Hatalův básnický jazyk charakterizuje hravost a nápaditost, civilní gesto, a to většinou na půdorysu krátkých příběhů, které připomínají fotografické momentky. Obecně lze říci, že Hatalova poezie je čtenářsky přístupná a adresná. Jedním z těžišť v jeho tvorbě je poezie určena pro dětského čtenáře (Kratochvíle pre väčšie deti a menších dospelých a Spoveď záškoláka). Recenze, eseje a fejetony zveřejňuje v slovenských periodikách, ale již mnoho let autorsky přispívá do časopisu Listy, pravidelně se věnuje překladatelské činnosti z německy psané literatury. Rakouské, německé i švýcarské básníky a prozaiky představuje na stránkách slovenských literárních časopisů, v Slovenském rozhlase a během autorských večerů. Jeho básně lze také najít v internetovém vydavatelství Fixpoetry Hamburg a jsou také na stránkách internetového časopisu Ilegalit.

### Poezie
- Moje udalosti (1990) – debut (PmD, Mníchov, 1990)
- Zátišie s nočnými výkrikmi (YAK, Senica, 1993)
- Všetky moje smútky a iné výtržnosti (YAK, 1996)
- básnická zbierka Marián Hatala s podtitulom 41 básní (YAK, 1999)
- Listovanie tichom (RECO-YAK, Senica, 2002)
- Životopis každodenností (RECO-YAK, 2005, 1. vyd.)
- Ľúbostnato. Tri kapitoly o láske (TRIO PUBLISHING Bratislava. 2013, 1. vyd.)
- Nespavosť alebo plus mínus štyri steny (PECTUS, 2016).
- Dva vorvane na dne vane (ilustrace: Petra Štětinová Goldflamová; Petrus, Bratislava 2019)
- Neni dňa, aby sis ani neťukel (ilustrace: Jaro Jelenek, doslov: Dušan Dušek; Petrus Bratislava 2019)

### Aforismy
- Prečo trpaslíci tak rýchlo rastú? (FO ART Bratislava, 2006, 1. vyd.)
- Ak chceš hrať v noci na klavíri (FO ART, 2007, 1. vyd.)
- V krajine zbytočných možností (FO ART, 2009, 1. vyd.)

### Próza
- Krok od zmierenia (TRIO PUBLISHING Bratislava 2015, 1.vyd.) – povídková kniha tematizující hemofílii, což je vrozená nemoc Mariána Hatalu

- Sviatočne obyčajné dni (PETRUS Bratislava 2020, 1. vydanie) - oubor fejtónů
- Ja, Dorian G. (Spolok Madách – Madách Egyesület, Bratislava 2023, ilustrace: Gábor Gyenes, doslov: Daniel Pastirčák), 1. vydanie)
- Zberateľ okamihov (PETRUS, Bratislava 2024, 1. vydanie) - soubor fejtónů

### Pro děti a mládež
- Kratochvíle pre väčšie deti a menších dospelých (SPN Bratislava 2010, 1.vyd.)
- Spoveď záškoláka (TRIO PUBLISHING Bratislava 2014, 1.vyd.)
- Doučko s Futbalom (Spolok Madách – Madách Egyesület, Bratislava 2021, ilustrácie: Gábor Gyenes, 1.vydanie)

### Knižní překlady
- Rolf Dieter Brinkmann: Určitý obraz niečoho (YAK, 1996, spolu s Milanom Richterom)
- Manfred Chobot: Bábkohry (YAK, 1998, spolu s M. Richterem a Ladislavom Šimonem)
- Erich Fried: Všetky príčiny života (Milanium, Dunajská Lužná, 2001)
- Reiner Kunze: Búrkové mračná odtiahli (Milanium, 2003)
- Reinhold Messner: Mount Ewerest, expedície na strechu sveta (SLOVART, Bratislava, 2003)
- Ingo Schulze: Nové životy (SLOVART, 2008)
- Sabine Gruberová: Cez noc (FO ART, 2009)
- Manfred Chobot: Niks ois teata – Nic neš tyjátr (FO ART, 2010)
- Nočný spev sardinky v plechovke – antológia poézie nonsensu (PECTUS, 2016, Prémia Literárneho fondu za rok 2016)
- Rafik Schami: Sofia alebo začiatok všetkých príbehov (Zelený kocúr, Šamorín, 2017 – Prémia Literárneho fondu za rok 2017)
- Hermann Hesse: Spisy a básne z pozostalosti Hermanna Lauschera (PETRUS, Bratislava, 2017)
- Fabian Saul: Boulevard Ring, (Laputa / Literárna bašta, Banská Bystrica, 2019)
- Hermann Hesse: Gertrúda, (PETRUS, Bratislava, 2020)
- Hermann Hesse: Klein a Wagner (PETRUS, Bratislava, 2021)
- Hermann Hesse: Rosshalda (PETRUS, Bratislava, 2023)
- Fatma Aydemir: Džinovia (TATRAN, Bratislava, 2023)
- Milan Sládek, Ute Maria Bernatzki: Elfi a letné prázdniny (PETRUS, Bratislava, 2025)

### Výběry z poezie
- Kniha Provazochodec (2004) vyšla v pražském Akropolise v překladu Petra Skarlanta, výběr veršů Zum Greifen weit – Na dosah ďaleko (2006) vydalo vídeňské vydavatelství Lehner Verlag, a to v překladech Reinera Kunze, Eriky Annussové a autora.

### Antologie
- Poézia na pomedzí – antologie s ukázkami básnické tvorby slovenských, českých, polských a německých autorů a autorek, Yak, 1997.